# Knotenfestigkeit
Jeder Knoten verringert die Zugfestigkeit eines Seiles, das heißt ein unter Zug stehendes Seil bricht am wahrscheinlichsten an einem Knoten. Die Knotenfestigkeit ist in der Knotenkunde jene Größe, die angibt, wie viel Prozent der ursprünglichen Reißfestigkeit einem Seil mit Knoten noch verbleiben. Der Wert ist abhängig von der Art des Knotens und dem verwendeten Seil. Je höher der Prozentwert, desto besser ist die Reißfestigkeit. Typische Knoten reduzieren die Festigkeit um 30 bis 50 Prozent, die Knotenfestigkeiten liegen also bei nur noch 50 bis 70 Prozent.

## Ursachen
Bei Belastungsversuchen zerreißt ein geknotetes Seil dort, wo die Krümmung am stärksten ist, denn die Seilfasern werden im Knoten ungleichmäßig stark belastet. Diese Stelle liegt meist eingangs des Knotens – vorausgesetzt, das Seil läuft nicht über scharfe Kanten (Kantenfestigkeit), hat keinen Fabrikationsfehler und ist nicht vorgeschädigt (siehe Abriebfestigkeit, UV-Beständigkeit, chemische Beständigkeit, Sturzfestigkeit). Unter Belastung verringern sowohl Streckung wie Quetschung den wirksamen Durchmesser (Querkontraktion) und damit die Reißfestigkeit.
Führt eine Dehnungsbelastung zu übermäßiger Streckung, so können einzelne Fasern reißen. Das Material erreicht abhängig von der angelegten Kraft und vom Elastizitätskoeffizient die Streckgrenze und beginnt zu fließen. Durch einen hohen Quetschdruck kann das Material die Quetschgrenze überschreiten und ebenfalls zu fließen beginnen. Sind einzelne Fasern beschädigt, müssen die restlichen die gesamte Belastung übernehmen, was die Reißfestigkeit des verbleibenden Faserbündels dann überschreiten kann.
Im geraden, ungeknoteten Seil verteilen sich die Kräfte mit zunehmender Streckung gleichmäßig auf alle Fasern. Im Knoten dagegen entfällt diese Verteilung; kommt es zum Riss, so geht dieser von den am stärksten belasteten Fasern aus.

## Vergleich verschiedener Knoten
Die Knotenfestigkeit wird in Prozent von der Festigkeit des unverknoteten Einzelstranges angegeben.
Bei den Zerreißversuchen wird eine Last quasistatisch erhöht.

### Schlaufe
Die folgende Tabelle erstellte der Deutsche Alpenverein im Jahr 1999 bei Versuchen mit einem dynamischen 10,5 mm Kletterseil und Edelrids 11 mm Statikseil „Everdry“.
| Knoten                  | Bild | Dynamisch | Statisch | Name bei Kletterern |
| ----------------------- | ---- | --------- | -------- | ------------------- |
| Neunerknoten            |      |           | 77 %     |                     |
| Bulin 1.5               |      | 67 %      | 64 %     | Bulin 1.5           |
| Achterknoten (Schlaufe) |      | 63 %      | 65 %     |                     |
| Palstek                 |      | 81 %      | 64 %     | Bulin               |
| Führerknoten            |      | 58 %      | 59 %     | Sackstich           |
| Doppelter Palstek       |      |           |          | Doppelter Bulin     |
| Spierenstich            |      | 56 %      | 58 %     | Spierenstich        |
| Webeleinenstek          |      | 52 %      |          | Mastwurf            |

### Seilverbindung
Folgende Werte ermittelte der Deutsche Alpenverein für Seilverbindungen.
Dabei erstellten die Tester eine Endlosschlinge, indem die Enden eines Seilstücks mit dem zu prüfenden Knoten verbunden wurden.
Die so entstandene Schlinge wurde mit zwei Karabinern gespannt und die Last quasistatisch erhöht.
Die ermittelten Belastungswerte gelten somit für das als Schlinge doppelt geführte Seil und wurden daher halbiert für die Angabe der jeweils auf die Reißfestigkeit des Einzelstrangs bezogenen Knotenfestigkeit.
| Knoten in Endlosschlinge    |  | 10,5 mm | 7 mm   |
| --------------------------- |  | ------- | ------ |
| Achterknoten gesteckt       |  | 58 %    | > 72 % |
| Achterknoten in Tropfenform |  | 59 %    | > 73 % |
| Sackstich gesteckt          |  | 63 %    | > 66 % |
| Sackstich in Tropfenform    |  | 44 %    | > 52 % |

Als Prüfseile dienten ein 10,5 mm Kletterseil und eine 7 mm Reepschnur.
Die ungenauen Angaben bei der 7-mm-Schnur kommen daher, dass die Reepschnur bei dieser Belastung am Karabiner gerissen ist. Die Festigkeit im Knoten liegt demnach höher.